# Markarydsbanan
Markarydsbanan är Trafikverkets benämning på den elektrifierade järnvägen Hässleholm–Eldsberga(–Halmstad).

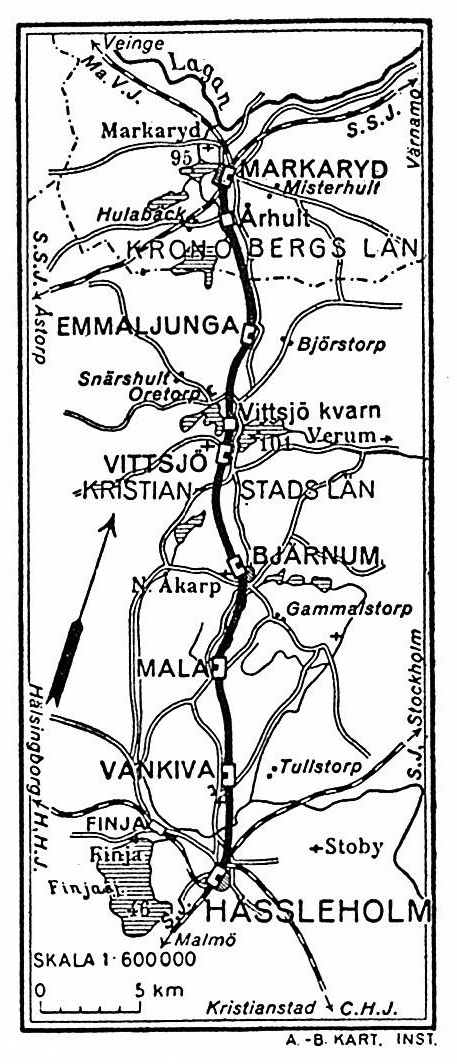
Sträckan Hässleholm–Markaryd (HMJ). Karta 1926.

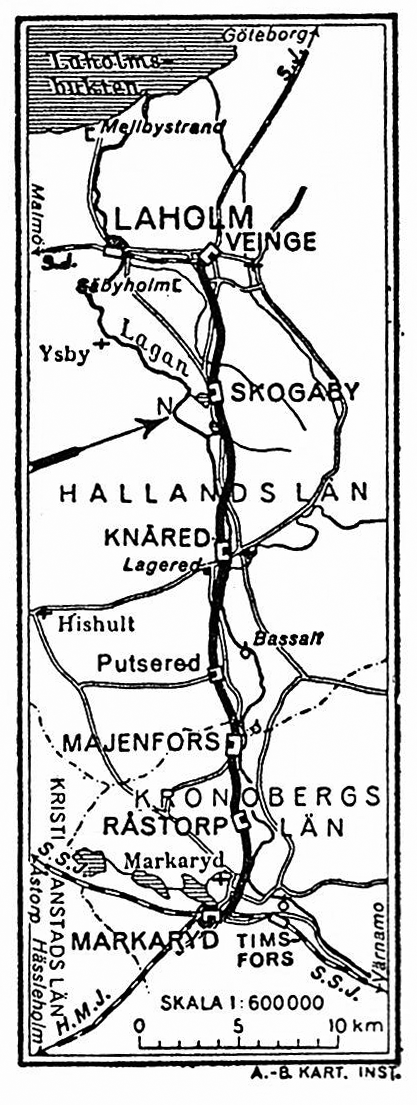
Sträckan Markaryd–Veinge (MaVJ). Karta 1926.

## Historia
När Södra stambanan planerades i mitten av 1850-talet övervägde man sträckan via Värnamo-Ljungby-Markaryd, där huvudvägen gick (och ännu går), men banan drogs i en östligare sträckning. På denna sträcka kom Skåne–Smålands Järnväg att färdigställas 1899.
Först drygt 30 år senare började två privatbanor byggas, och år 1890 öppnades Vittsjö-Hässleholms Järnväg (WHJ), medan fortsättningen Vittsjö–Markaryds Järnväg (WMaJ), invigdes år 1892. De två bolagen slogs ihop år 1897 till Hässleholms-Markaryds Järnväg (HMJ). År 1899 öppnades Markaryd-Veinge Järnväg (MaVJ). De två banorna hade gemensam trafik.
Veinge låg på Västkustbanan och Hässleholm på Södra stambanan, så Markaryd fick från 1899 förbindelse med två stambanor, samt med Värnamo norrut och Helsingborg åt sydväst.
År 1930 förstatligades banorna och räknas därefter som en bana. År 1935 elektrifierades banan. Fram till 1991 kunde tågen Göteborg-Malmö inte gå via Helsingborg, och ofta gick de via Hässleholm-Markaryd istället. Banan användes också när man behövde leda om tåg vid trafikstörningar och banarbeten.
I mitten av 1970-talet lades den lokala persontrafiken ned men vissa fjärrtåg fortsatte dock att göra uppehåll i Markaryd fram till år 1992, då tåg kunde börja gå (1991) via Helsingborg på sträckan Göteborg-Malmö. Därefter har banan använts för genomgående persontrafik periodvis. X2000 mellan Göteborg och Köpenhamn lades om av SJ till att gå via Hässleholm-Markaryd-Halmstad i mitten på 2000-talet till 2012.

## Idag
Järnvägen har idag (2014) godståg samt sedan december 2013 persontrafik med Pågatåg Hässleholm–Markaryd med uppehåll i Bjärnum och Vittsjö. Godstågen längs västkusten gick till 2015 i hög grad längs denna bana. Från 2016 när Hallandsåstunneln är klar går de i högre grad längs Godsstråket genom Skåne. Innan dess hade sträckan mellan Ängelholm och Båstad över Hallandsåsen för begränsad kapacitet och branta backar.

## Framtid
Persontrafiken, i form av Pågatågstrafik, startade i december 2013. Tågen har Markaryd som start- och slutstation, men Skånetrafiken vill att tågen på sikt ska fortsätta till Halmstad med uppehåll i bland annat Knäred och Veinge. För att tågen ska kunna fortsätta till Halmstad krävs bland annat investeringar i fler mötesspår, särskilt i Knäred och i Halmstad. En annan förutsättning som uppfylldes 2016 var att Hallandsåstunneln färdigställdes som tog över godstrafik från Markarydsbanan. Från Markaryd till Halmstad och vice versa finns nästan ingen busstrafik – resenärer får resa via Ljungby, Ängelholm eller Helsingborg, samt för resenärer Halmstad–Hässleholm tåg via Lund eller Helsingborg.
Tågtrafik på hela sträckan Hässleholm–Halmstad har i flera omgångar flyttats fram i tiden, men det senaste beslutet är att kunna påbörja trafik på hela sträckan under våren 2028. Persontrafik på hela Markarydsbanan är ett av de järnvägsprojekt i Sverige med högst samhällsekonomisk nytta. Man beräknar att för varje satsad krona, skulle samhället få 15 kronor tillbaka.